# Калонн, Шарль Александр
Шарль-Алекса́ндр де Кало́нн (фр. Charles Alexandre de Calonne; 20 января 1734 — 30 октября 1802) — французский государственный деятель.

## Деятельность
Получив образование в Париже, Калонн был адвокатом, генеральным прокурором при парламенте в Дуэ, интендантом в Меце и Лилле.
Друзья его при дворе Людовика XVI сумели выставить его как человека, способного вывести государство из критического положения, всё более усложнявшегося (годовой дефицит достигал 50 млн). Однако Людовик XVI имел предубеждение насчёт Калонна и медлил с его назначением вплоть до бедственного провала министерства д’Ормессона 3 ноября 1783 года. Новый генеральный контролёр финансов своим возвышением был обязан весомой поддержке со стороны французских финансовых кругов, с которым его связывала покойная жена и его любовница. При дворе его поддерживал влиятельный клан Полиньяков, тесно связанный с королевой, а также граф д’Артуа. Из числа министров Калонн получил рекомендацию графа де Верженна, которому король особо доверял в вопросах министерских назначений после смерти министра Морепа. В качестве генерального контролёра Калонн решил прибегнуть к займам, так как новых налогов король не желал, да и народ не в состоянии был их выплачивать, а политика сбережений была уже испробована Тюрго и Неккером, которые из-за неё попали в немилость.
Объявленный в декабре 1783 года заём в 100 млн имел полный успех, и Калонн обещал королю восстановить равновесие бюджета, а парламенту — сократить налоги. Уже будучи генеральным контролёром финансов, 18 января 1784 года Калонн получил назначение на пост государственного министра Франции. За первым займом вскоре последовал новый (1784), на сумму 125 млн. Парламент не без сопротивления зарегистрировал эдикт об этом займе. Тревожное настроение в обществе усиливалось, особенно под впечатлением непроизводительной траты значительных сумм на покупку для королевы — Сен-Клу, для короля — Рамбуйе, на увеличение пенсий и т. д. Неурожай 1785 года вызвал плохое поступление налогов, так что понадобилось прибегнуть к новому займу в 80 миллионов.
Предвидя усиление кризиса, Калонн заявил королю о неизбежности годового дефицита в 114 млн и сказал, что для покрытия его необходимо «реформирование всего, что есть неудовлетворительного в государственном строе». В план, представленный Калонном королю 20 августа 1786 года, была включена большая часть реформ, ранее проектированных Тюрго и Неккером. C целью привлечь симпатии общественного мнения Калонн, несмотря на противодействие королевы, убедил короля в необходимости созвать собрание нотаблей. Расчёты его, однако, не оправдались: хотя нотабли могли выражать лишь взгляды привилегированных классов, а не всего населения, но и у них Калонн не встретил ожидаемой покорности. Несмотря на свою ловкость, Калонн вскоре вынужден был удалиться (20 апреля 1787 года) перед оппозицией, в которой соединились и страна, и двор.
Во время революции Калонн жил в Англии и поддерживал деньгами и пером врагов республиканской Франции. В эпоху консульства он испросил разрешение вернуться во Францию, где вскоре умер.